# Rafał (biskup koptyjski)
Rafał – duchowny Koptyjskiego Kościoła Ortodoksyjnego, od 1997 biskup Centralnego Kairu i Heliopolis. Sakrę otrzymał w czerwcu 1997 roku. Był kandydatem na patriarchę w 2013 roku.